# Ummaru
Ummaru – wieś w Estonii, prowincji Rapla, w gminie Raikküla.